# Orbacém
Orbacém é uma povoação portuguesa do Município de Caminha que foi sede da extinta Freguesia de Orbacém, freguesia que tinha 5,56 km² de área e 213 habitantes (2011), e, por isso, uma densidade populacional de 38,3 hab/km².
A Freguesia de Orbacém foi extinta em 2013, no âmbito de uma reforma administrativa nacional, tendo sido agregada à freguesia de Gondar, para formar uma nova freguesia denominada União das Freguesias de Gondar e Orbacém com a sede em Gondar.

## População
| Totais e grupos etários | Totais e grupos etários | Totais e grupos etários | Totais e grupos etários | Totais e grupos etários | Totais e grupos etários | Totais e grupos etários | Totais e grupos etários | Totais e grupos etários | Totais e grupos etários | Totais e grupos etários | Totais e grupos etários | Totais e grupos etários | Totais e grupos etários | Totais e grupos etários | Totais e grupos etários |
| ----------------------- | ----------------------- | ----------------------- | ----------------------- | ----------------------- | ----------------------- | ----------------------- | ----------------------- | ----------------------- | ----------------------- | ----------------------- | ----------------------- | ----------------------- | ----------------------- | ----------------------- | ----------------------- |
|                         | 1864                    | 1878                    | 1890                    | 1900                    | 1911                    | 1920                    | 1930                    | 1940                    | 1950                    | 1960                    | 1970                    | 1981                    | 1991                    | 2001                    | 2011                    |
| Geral                   | 572                     | 563                     | 517                     | 530                     | 578                     | 577                     | 942                     | 629                     | 701                     | 697                     | 200                     | 268                     | 273                     | 264                     | 213                     |
| i)                      |                         |                         |                         |                         |                         |                         |                         |                         |                         |                         |                         |                         |                         | 33                      | 18                      |
| ii)                     |                         |                         |                         |                         |                         |                         |                         |                         |                         |                         |                         |                         |                         | 46                      | 24                      |
| iii)                    |                         |                         |                         |                         |                         |                         |                         |                         |                         |                         |                         |                         |                         | 127                     | 111                     |
| iv)                     |                         |                         |                         |                         |                         |                         |                         |                         |                         |                         |                         |                         |                         | 58                      | 60                      |

 i) 0 aos 14 anos; ii) 15 aos 24 anos; iii) 25 aos 64 anos; iv) 65 e mais anos	
★ O censo de 1930 apresenta uma série de discrepâncias em várias freguesias do concelho de Caminha relativamente aos valores registados em 1920 e em 1940	